# Harold Barlow
Harold S. Barlow (ur. 5 kwietnia 1860 w Hammersmith, zm. 16 lipca 1917 w Kennington) – brytyjski tenisista, zwycięzca Wimbledonu w grze podwójnej.

## Kariera tenisowa
Harold Barlow był regularnym uczestnikiem Wimbledonu w latach 80. i 90. XIX wieku. Dwukrotnie dochodził do finału turnieju pretendentów (All Comers) i dwukrotnie schodził z kortu pokonany mimo wysokiego prowadzenia. W 1889 roku grał w finale rundy All Comers z Williamem Renshawem. Wygrał dwa pierwsze sety, trzeciego przegrał 6:8. W czwartym secie prowadził 5:2 i miał sześć piłek meczowych. W historii turnieju zapisała się szczególnie piłka meczowa przy stanie 6:7 i 30:40 (serwis Renshawa). Renshaw ruszył po podaniu do siatki, ale potknął się i upuścił rakietę; rywal nie skorzystał z szansy zakończenia meczu, odegrał piłkę wysoko, umożliwiając Renshawowi kontynuację gry. Renshaw obronił meczbola i wygrał seta. W piątym secie ponownie wysoko przegrywał, tym razem 0:5. I tej szansy Barlow nie wykorzystał przegrywając pięć gemów z rzędu, wyszedł jeszcze na prowadzenie 6:5, ale ostatecznie przegrał 6:3, 7:5, 6:8, 8:10, 6:8.
Rok później Barlow ponownie znalazł się w finale All Comers, tym razem mając za przeciwnika Irlandczyka Willoughby’ego Hamiltona. Hamilton przegrał pierwszego seta, ale kolejne dwa rozstrzygnął na swoją korzyść. Czwarty set zakończył się triumfem Barlowa. W decydującym secie Barlow wyszedł na wysokie prowadzenie, ale ostatecznie przegrał go 5:7.
Jedyne zwycięstwo na Wimbledonie Barlow odniósł w 1892 roku w grze podwójnej. W parze z Ernestem Lewisem pokonał w finale bliźniaków Wilfreda i Herberta Baddeleyów. Rok później Barlow i Lewis wystąpili w finale (challenge round) jako obrońcy tytułu, ale nie sprostali parze Joshua Pim–Frank Stoker. W 1894 roku debel Barlow–Lewis po raz kolejny przegrał finał, tym razem z braćmi Baddeleyami.

### Finały w turniejach wielkoszlemowych

#### Gra podwójna (1–2)
| Końcowy wynik | Nr | Data | Turniej           | Nawierzchnia | Partner      | Przeciwnicy                       | Wynik finału            |
| ------------- | -- | ---- | ----------------- | ------------ | ------------ | --------------------------------- | ----------------------- |
| Zwycięzca     | 1. | 1892 | Wimbledon, Londyn | Trawiasta    | Ernest Lewis | Herbert Baddeley Wilfred Baddeley | 4:6, 6:2, 8:6, 6:4      |
| Finalista     | 1. | 1893 | Wimbledon, Londyn | Trawiasta    | Ernest Lewis | Joshua Pim Frank Stoker           | 6:4, 3:6, 1:6, 6:2, 0:6 |
| Finalista     | 2. | 1894 | Wimbledon, Londyn | Trawiasta    | Ernest Lewis | Herbert Baddeley Wilfred Baddeley | 7:5, 5:7, 6:4, 3:6, 6:8 |